# José Duba
José Duba (Rio de Janeiro, 1918 – Rio de Janeiro, 8 de janeiro de 2006) foi um radialista e apresentador de televisão brasileiro.

## Biografia
Permaneceu no rádio por mais de 66 anos, tornando-se  assim um dos mais longevos radialistas do Rio de Janeiro, junto com Collid Filho, Luiz de Carvalho e Nena Martínez. Seus programas radiofônicos eram dedicados à música, principalmente a seresta.
Passou por inúmeras rádios; começou na década de 1930 na Metropolitana AM, passou pela Tamoio, sendo que a última rádio em que trabalhou foi a Rádio Rio de Janeiro, onde apresentava os programas Reminiscências Carnavalescas, somente de músicas de carnavais passados, Recordações... Saudade.
Recebeu em 1999 uma moção através do então vereador Áureo Ameno da Câmara de Vereadores do Rio de Janeiro. Lançou também um livro contendo letras de canções de serestas como as de Sílvio Caldas, cantor do qual era fã.